# John Rawls
John Bordley Rawls (Baltimore, 21 de febrer de 1921 - Lexington, 24 de novembre de 2002) fou un filòsof polític i moral estatunidenc, un dels més rellevants de la segona meitat del segle xx. Rawls va rebre tant el Premi Schock de Lògica i Filosofia com la Medalla Nacional d'Humanitats el 1999. Aquesta última va ser presentada pel president Bill Clinton en reconeixement de com les seves obres «van reviure les disciplines de la política i la filosofia ètica amb el seu argument que una societat en què els més afortunats ajuden als menys afortunats no només és una societat moral sinó lògica».
El 1990, Will Kymlicka va escriure en la seva introducció al camp que «s'accepta generalment que el recent renaixement de la filosofia política normativa va començar amb la publicació de A Theory of Justice de John Rawls el 1971». Té la distinció inusual entre els filòsofs polítics contemporanis de ser citat amb freqüència pels tribunals dels Estats Units i el Canadà i s'hi refereixen polítics durant l'exercici de les seves funcions, tant als Estats Units com al Regne Unit. En una enquesta nacional de 2008 sobre teòrics polítics, basada en 1.086 respostes de professors de col·legis i universitats acreditades de quatre anys dels Estats Units, Rawls va ser votat primer a la llista dels «estudiosos que han tingut el major impacte en la teoria política en el darrers 20 anys».
La teoria de Rawls de Justice as Fairness (la justícia com a equitat) recomana la igualtat de llibertats bàsiques, la igualtat d'oportunitats i facilitar el màxim benefici als membres menys afavorits de la societat en qualsevol cas en què es puguin produir desigualtats. L'argument de Rawls a favor d'aquests principis de la justícia social utilitza un experiment de pensament anomenat posició original, en el qual la gent deliberada selecciona quin tipus de societat escolliria a viure si no sabessin quina posició social ocuparien personalment. En el seu treball posterior Political Liberalism (1993), Rawls es va dirigir a la qüestió de com es podria legitimar el poder polític donat un desacord raonable sobre la naturalesa de la bona vida.

## Biografia

### Primers anys i educació
Rawls va néixer el 21 de febrer de 1921 a Baltimore, Maryland. Va ser el segon dels cinc fills nascuts de William Lee Rawls, un destacat advocat de Baltimore, i d'Anna Abell Stump Rawls. La tragèdia va afectar Rawls a una edat jove:
| « | Dos dels seus germans van morir en la infància perquè havien contret d'ell malalties mortals.... El 1928, el Rawls, de set anys, va contreure diftèria. El seu germà Bobby, 20 mesos més jove, el va visitar a la seva habitació i es va infectar mortalment. L'hivern següent, Rawls va contreure pneumònia. Un altre germà petit, Tommy, va agafar la malaltia i va morir. | » |

El biògraf de Rawls, Thomas Pogge, qualifica la pèrdua dels germans com els esdeveniments més importants de la infància de John.

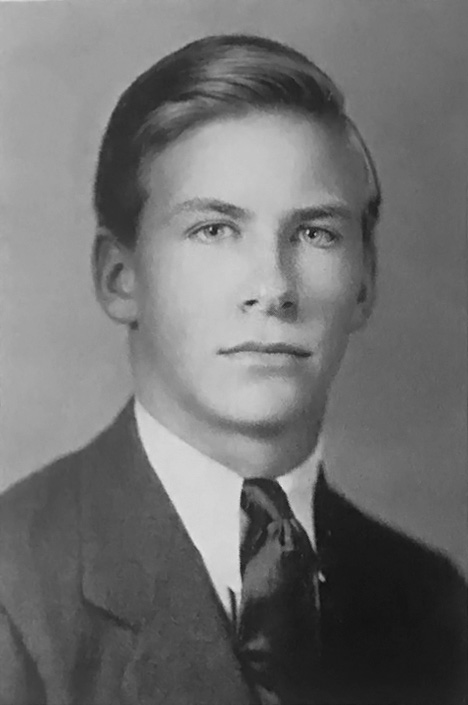
Rawls com a sènior de l'escola Kent, 1937

Rawls es va graduar a Baltimore abans de matricular-se a la Kent School, una escola preparatòria episcopal a Connecticut. Després de graduar-se el 1939, Rawls va anar a la Universitat de Princeton, on va ser acceptat a The Ivy Club i a la American Whig-Cliosophic Society. A Princeton, Rawls va ser influenciat per Norman Malcolm, alumne de Ludwig Wittgenstein. Durant els seus dos últims anys a Princeton, es va preocupar profundament per la teologia i les seves doctrines. Va considerar assistir a un seminari per estudiar per al sacerdoci episcopal i va escriure una tesi sènior intensament religiosa (BI). En la seva tesi de 181 pàgines titulada El significat del pecat i la fe, Rawls va atacar el pelagianisme perquè no faria la Creu de Crist sense efecte. Rawls es va graduar a Princeton el 1943 amb una llicenciatura en arts, summa cum laude.

### Servei militar, 1943–46
Rawls es va allistar a l'exèrcit estatunidenc el febrer de 1943. Durant la Segona Guerra Mundial, Rawls va servir com a soldat d'infanteria al Pacífic, on va fer un període de servei a Nova Guinea i va rebre una estrella de bronze; i les Filipines, on va suportar una intensa Guerra de trinxeres i va presenciar escenes traumàtiques de violència i vessament de sang. Va ser allà on va perdre la seva fe cristiana i es va convertir en ateu.
Després de la rendició del Japó, Rawls va passar a formar part de l'exèrcit d'ocupació del general MacArthur i va ser ascendit a sergent. Però es va desil·lusionar amb l'exèrcit quan va veure les conseqüències de l'explosió atòmica a Hiroshima. Aleshores, Rawls va desobeir una ordre de disciplinar a un company de guerra, creient que cap càstig no estava justificat i va ser regradat de nou a soldat. Desencantat, va deixar l'exèrcit el gener de 1946.

### Carrera acadèmica
A principis de 1946, Rawls va tornar a Princeton per fer un doctorat en filosofia moral. Es va casar amb Margaret Warfield Fox, llicenciada a la Brown University, el 1949. Van tenir quatre fills: Anne Warfield, Robert Lee, Alexander Emory i Elizabeth Fox.
Rawls va rebre el seu doctorat a Princeton el 1950 després de completar una tesi doctoral titulada A Study in the Grounds of Ethical Knowledge: Considered with Reference to Judgments on the Moral Worth of Character. El seu doctorat va incloure un any d'estudi a Cornell. Rawls va ensenyar a Princeton fins al 1952 quan va rebre una beca Fulbright a Christ Church a la Universitat d'Oxford, on va ser influenciat pel teòric polític liberal i historiador Isaiah Berlin i el teòric del dret HLA Hart. Després de tornar als Estats Units, va servir primer com a assistent i després professor associat a la Universitat de Cornell.
A la tardor de 1953, Rawls es va convertir en professor ajudant a la Universitat de Cornell, unint-se al seu mentor Norman Malcolm al Departament de Filosofia. Tres anys més tard, Rawls va rebre el càrrec a Cornell. Durant l'any acadèmic 1959–60, Rawls va ser professor visitant a Harvard, i el 1960 va ser nomenat professor a la divisió d'humanitats del MIT. Dos anys més tard, va tornar a Harvard com a professor de filosofia, i hi va romandre fins a l'edat de jubilació obligatòria el 1991.
El 1962, va aconseguir una posició permanent al MIT. Aquest mateix any, es va traslladar a la Universitat Harvard, on va ensenyar durant gairebé quaranta anys i on va formar algunes de les principals figures contemporànies de la filosofia moral i política, com Sibyl A. Schwarzenbach, Thomas Nagel, Allan Gibbard, Onora O'Neill, etc. Adrian Piper, Arnold Davidson, Elizabeth S. Anderson, Christine Korsgaard, Susan Neiman, Claudia Card, Rainer Forst, Thomas Pogge, TM Scanlon, Barbara Herman, Joshua Cohen, Thomas E. Hill Jr., Gurcharan Das, Andreas Teuber, Henry S. Richardson, Nancy Sherman, Samuel Freeman i Paul Weithman. Va ocupar la càtedra de la Universitat James Bryant Conant a Harvard.
Rawls va ser, durant un temps, membre de la Societat Mont Pèlerin. Milton Friedman va proposar-lo com a membre el 1968 i es va retirar de la societat tres anys més tard, just abans de publicar-se la seva Teoria de la justícia.

## Últims anys
Rawls poques vegades donava entrevistes i, tenint tant una tartamudeig (causada parcialment per la mort de dos dels seus germans, que van morir a causa d'infeccions contretes a Rawls) i un horror de ratpenat de la llum del protagonisme, no es va convertir en un intel·lectual públic malgrat la seva fama. En canvi, es va mantenir compromès principalment amb la seva vida acadèmica i familiar.
L'any 1995, va tenir el primer de diversos ictus, la qual cosa va impedir greument la seva capacitat per continuar treballant. No obstant això, va poder completar The Law of Peoples, la declaració més completa de les seves opinions sobre la justícia internacional i publicada el 2001 poc abans de la seva mort Justice as Fairness: A Restatement, una resposta a les crítiques a A Theory of Justice. Rawls va morir d'una insuficiència cardíaca a la seva casa de Lexington, Massachusetts, el 24 de novembre de 2002, als 81 anys. Va ser enterrat al cementiri Mount Auburn de Massachusetts. Li van sobreviure la seva dona, quatre fills i quatre néts.

## La concepció de la justícia rawlsiana
Efectivament, la importància de Rawls està indestriablement lligada a la publicació, l'any 1971, d'Una teoria de la justícia i a la concepció de la justícia com a equitat que hi defensà (l'obra tindrà un èxit extraordinari: se n'han venut més de 220.000 exemplars en anglès només, i ha estat traduït a més de 22 llengües). La majoria de publicacions posteriors a 1971, especialment el llibre El liberalisme polític de 1993, van ser en el fons intents de perfeccionar i resoldre les incoherències d'aquesta concepció.
La concepció de la justícia que proposà Rawls tenia bàsicament dos objectius: oferir una explicació convincent dels drets i les llibertats bàsiques, i defensar l'ideal de la igualtat democràtica. Aquests objectius són satisfets amb la derivació i justificació mitjançant una metodologia contractualista -inspirada inicialment en teories econòmiques innovadores com ara la teoria de la decisió i la teoria de jocs- de dos principis de justícia. El primer principi sosté que les institucions polítiques han de garantir que tots els ciutadans tinguin els mateixos drets i llibertats bàsiques. Això significa que el dret a una aplicació de la llei igual per a tothom, el dret a la vida i a la integritat física, la llibertat de pensament, de consciència, de participació política, d'associació, etc., són drets i llibertats innegociables de l'individu. És a dir, no es poden bescanviar per tal d'assolir altres fins com ara augmentar el benestar social o fer contenta la majoria. La defensa a fons de les llibertats i els drets fonamentals de l'individu fan de Rawls un pensador eminentment liberal, enemic dels autoritarismes i dels abusos de les raons d'Estat.
Tanmateix, el que donà realment fama a Rawls i el que el fa mereixedor d'ocupar un lloc prominent en la història de la filosofia política contemporània és la gran preocupació que demostrà per les desigualtats que existeixen entre rics i pobres en les societats modernes. En aquest sentit, la seva proposta adquirí un caràcter igualitarista molt marcat, ja que exigeix anar molt més enllà del que habitualment ofereix l'Estat del Benestar. Les propostes teòriques sobre el tractament just de la desigualtat entre els ciutadans quedaren resumides en un segon principi de justícia. Aquest principi sosté, en primer lloc, que ja que els ciutadans són lliures i iguals solament es consideraran justes les desigualtats que resultin d'una igualtat d'oportunitats. La forma d'igualar oportunitats entre ciutadans consisteix bàsicament a oferir una cobertura pública igual per a tothom de tota una sèrie de serveis, com ara la sanitat i l'educació. En segon lloc, el principi manté que únicament s'acceptaran aquelles desigualtats socials que treballin en benefici de les classes més desafavorides. Dit d'una altra manera: el ric només pot mantenir el seu estatus si d'aquesta manera afavoreix els pobres; altrament, la desigualtat és injustificable. Per a implementar aquest principi sembla que Rawls pensava sobretot en l'establiment d'una fiscalitat sobre la renda de les persones de tipus progressiu. Tanmateix, Rawls no creia que es pogués determinar d'entrada quin tipus de règim econòmic -capitalista o socialista- respectaria més els dos principis de justícia. Segons ell, per resoldre aquest problema cal veure el context social i la situació històrica de cada societat.
A part dels juristes, els politòlegs i ideòlegs han llegit amb entusiasme i s'han inspirat sovint en la teoria rawlsiana.
A banda de A Theory of Justice (1971) i Political Liberalism (1993) Rawls va editar en vida encara tota una sèrie de llibres. El més rellevant de tots segurament és The Law of Peoples (1999), obra en la qual Rawls exposa les seves idees sobre justícia internacional i que avui dia està ocupant un part central dels debats sobre la matèria. Però també mereix molta atenció l'obra Justice as Fairness: A Restatement (2001). Aquest llibret consisteix bàsicament en els apunts que Rawls va fer servir durant anys per a explicar la seva pròpia teoria de la justícia als alumnes de la Universitat Harvard. A més a més d'aquests dos llibres, han aparegut tota una sèrie de llibres a partir de l'edició d'altres apunts de classe per part d'exalumnes de Rawls: Collected Papers (1999), Lectures on the History of Moral Philosophy (2000), Justice as Fairness: A Restatement (2001), i Lectures on the History of Political Philosophy (2007).

## Premis i honors
- Estrella de Bronze per al treball de ràdio darrere de les línies enemigues a la Segona Guerra Mundial
- Escollit a l'Acadèmia Americana d'Arts i Ciències (1966).).

## En la cultura popular
John Rawls apareix com a protagonista d'A Theory of Justice: The Musical, una comèdia musical que es va estrenar a Oxford el 2013 i que va ser reviscada per a l'Edinburgh Fringe Festival.